# Midlum (Wurster Nordseeküste)
Midlum (niederdeutsch Millm) ist eine Ortschaft in der Einheitsgemeinde Wurster Nordseeküste im niedersächsischen Landkreis Cuxhaven.

## Geografie

### Lage
Die Ortschaft Midlum liegt im Elbe-Weser-Dreieck zwischen den Städten Bremerhaven und Cuxhaven. Im Dorf Midlum geht die Marsch in die Geest und Heide über. Der Ort besitzt ausgedehnte Waldflächen und das Naturschutzgebiet Hohensteinsforst.

### Ortsgliederung
- Kransburg
- Midlum (Kernort)
- Nordermarren
- Südermarren

### Nachbarorte
| Nordholz – Ortsteil Spieka | Nordholz                                    | Nordholz – Ortsteil Wanhöden                           |
| Cappel                     | Kompassrose, die auf Nachbargemeinden zeigt |                                                        |
| Dorum                      | Holßel (Stadt Geestland)                    | Krempel (Stadt Geestland) Neuenwalde (Stadt Geestland) |

(Quelle:)

## Geschichte

### Eingemeindungen
Im Zuge der Gebietsreform in Niedersachsen, die am 1. März 1974 stattfand, schlossen sich die Ortschaften Midlum, Mulsum, Cappel, Padingbüttel, Dorum, Misselwarden und Wremen zur Samtgemeinde Land Wursten zusammen.
Zum 1. Januar 2015 bildeten die Samtgemeinde Land Wursten und die Gemeinde Nordholz die neue Gemeinde Wurster Nordseeküste im Landkreis Cuxhaven.

### Einwohnerentwicklung
| Jahr | Einwohner | Quelle |
| ---- | --------- | ------ |
| 1910 | 0839      | [ 5 ]  |
| 1925 | 0924      | [ 6 ]  |
| 1933 | 1011      | [ 6 ]  |
| 1939 | 1120      | [ 6 ]  |
| 1950 | 1662      | [ 7 ]  |
| 1956 | 1551      | [ 7 ]  |
| 1961 | 1475      | [ 8 ]  |
| 1970 | 1561      | [ 8 ]  |
| 1973 | 1573      | [ 9 ]  |
| 1975 | 01534 ¹   | [ 10 ] |

| Jahr | Einwohner | Quelle |
| ---- | --------- | ------ |
| 1980 | 1663 ¹    | [ 11 ] |
| 1985 | 1653 ¹    | [ 11 ] |
| 1990 | 1624 ¹    | [ 11 ] |
| 1995 | 1731 ¹    | [ 11 ] |
| 2000 | 1880 ¹    | [ 11 ] |
| 2005 | 1920 ¹    | [ 11 ] |
| 2010 | 1802 ¹    | [ 11 ] |
| 2014 | 1684 ¹    | [ 11 ] |
| 2017 | 16810     | [ 1 ]  |
| 0    | 0         | 0      |

¹ jeweils zum 31. Dezember
|  |

## Politik

### Ortsrat
Der Ortsrat der Gemeinde Midlum setzt sich aus fünf Ratsmitgliedern folgender Parteien zusammen:
- SPD: 2 Sitze
- CDU: 2 Sitze
- WLBF: 1 Sitz

(Stand: Kommunalwahl 12. September 2021)

### Ortsbürgermeister
Die Ortsbürgermeisterin ist Patricia Gerhardt (SPD). Ihr Stellvertreter ist Jörg-Andreas Sagemühl (CDU).

### Wappen
Der Entwurf des Kommunalwappens von Midlum stammt von dem Heraldiker und Wappenmaler Albert de Badrihaye, der zahlreiche Wappen im Landkreis Cuxhaven erschaffen hat.
| Wappen von Midlum | Blasonierung: „In Grün über einem silbernen aufgerichteten, von zwei goldenen Ähren begleiteten Bischofsstab eine goldene Waage.“ |
| Wappen von Midlum | Wappenbegründung: Der Bischofsstab als Sinnbild der geistlichen Herrschaft erinnert daran, dass im Mittelalter die Grundherrschaft in Midlum zum großen Teil dem 1219 dort gegründeten, 1282 nach Altenwalde und 1334 nach Neuenwalde verlegten Kloster gehörte. Die Waage weist auf die Bedeutung Midlums als Marktort hin und die Ähren sind Sinnbilder des Ackerbaus. |

## Kultur und Sehenswürdigkeiten

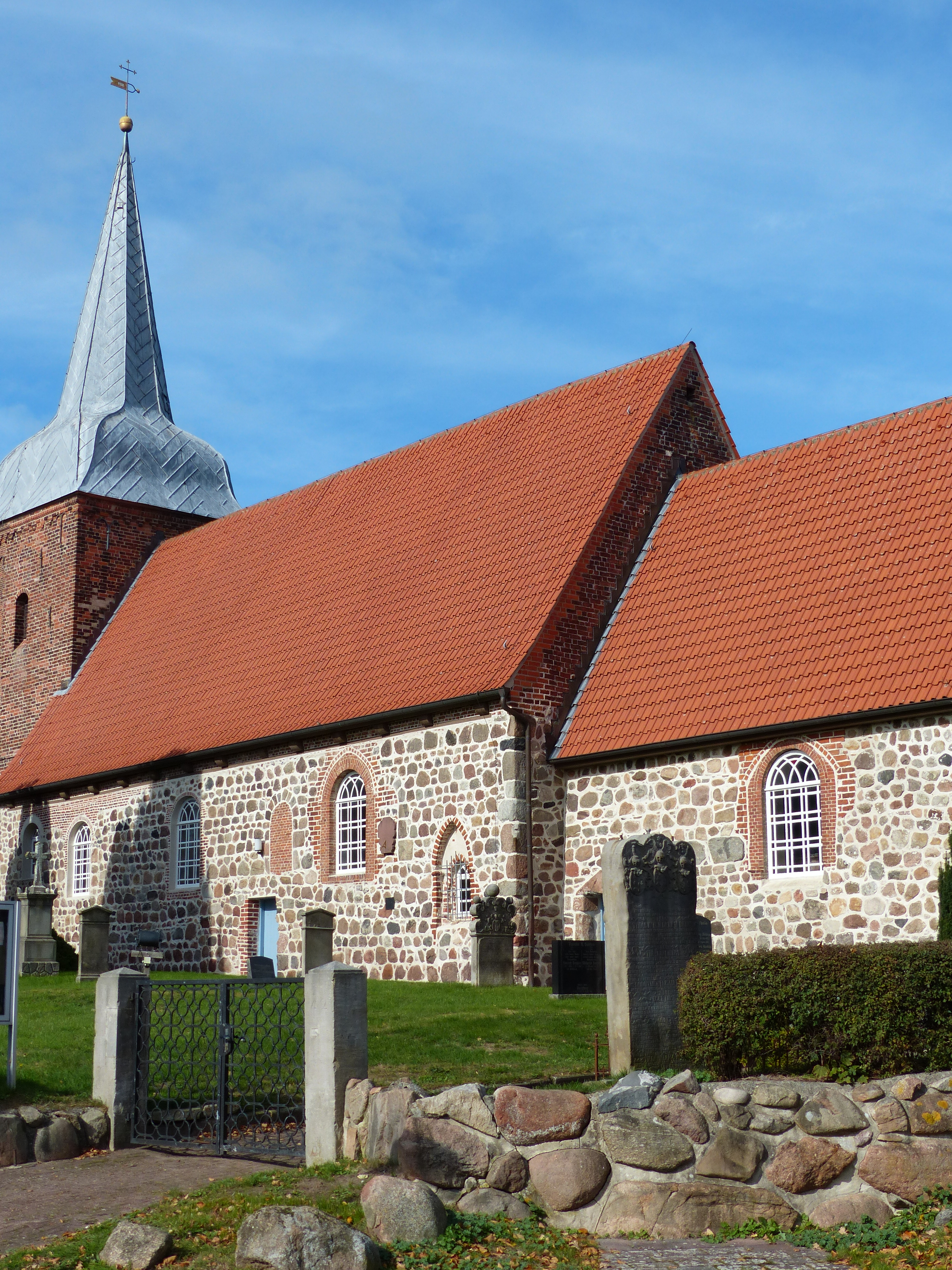
Kirche in Midlum, Südfenster in der Gotik mit Backstein erneuert

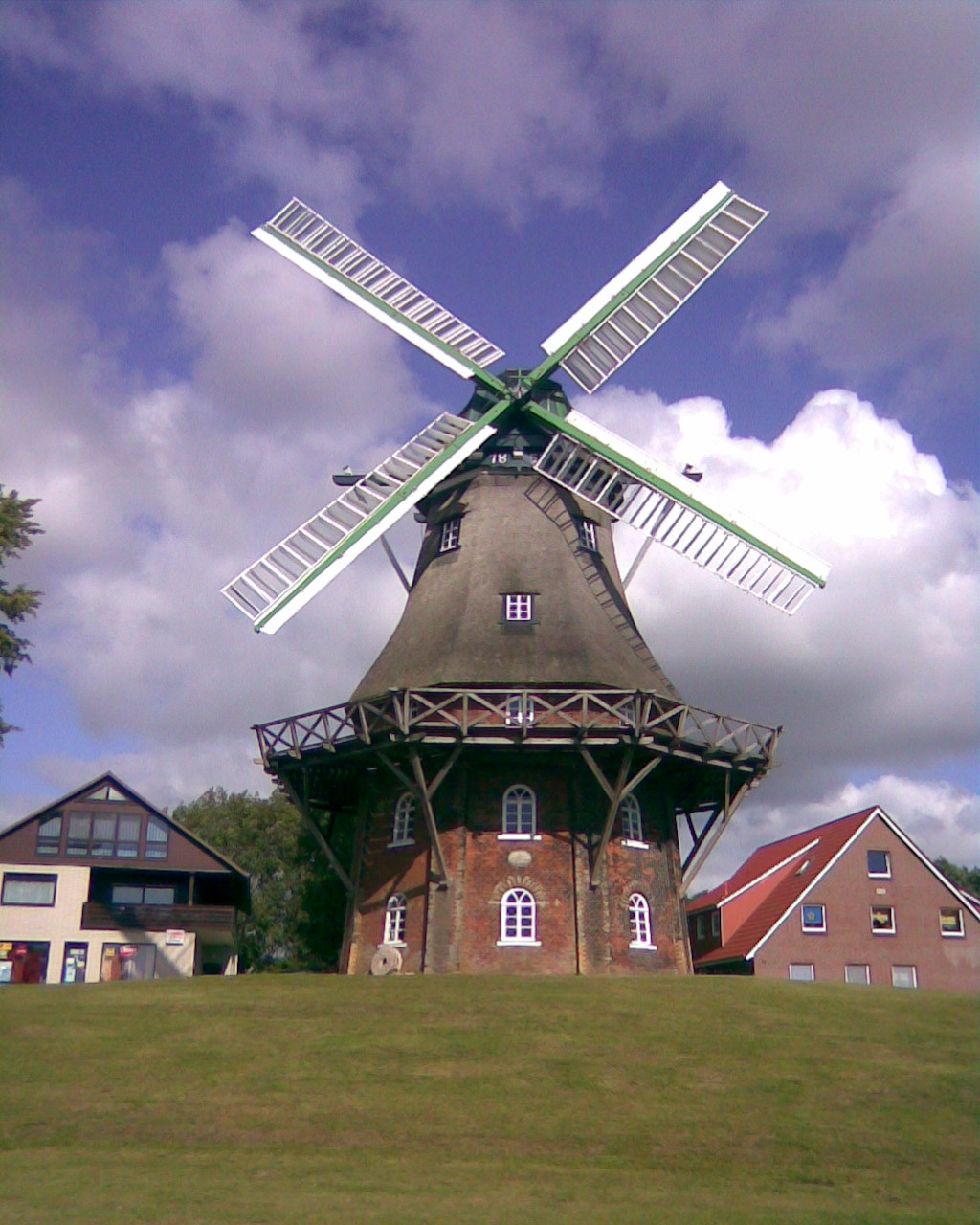
Holländerwindmühle in Midlum

### Bauwerke

#### Kirche
Die dem heiligen Pankratius geweihte Kirche in Midlum stammt zum Teil aus der Mitte des 12. Jahrhunderts, zum Teil aus dem Anfang des 13. Jahrhunderts und ist aus Feldsteinen gebaut. In der Periode der Gotik wurden mehrere Fenster mit Backstein erneuert. Als wertvolle Ausstattungsstücke sind der bleierne Taufkessel aus dem 14. Jahrhundert, ein Epitaph von 1611, das Gestühl mit Relieffüllungen von 1622, die Kanzel von 1623 und der Altar von 1696 zu erwähnen.

#### Windmühle
Die Windmühle Midlum wurde als Galerie-Holländer 1857 gebaut und ist eine der wenigen, noch funktionsfähigen Windmühlen im Landkreis Cuxhaven. 1998 wurde sie an die Gemeinde verkauft, bis 2010 saniert und vom Verein zur Erhaltung der Midlumer Mühle von 1998 betrieben. Auch Trauungen sind hier  möglich.

#### Megalithgräber
Im Ortsgebiet liegen die Megalithgräber Midlum 1 und Midlum 2, Sprockhoff-Nr. 606 und 607.  Entstanden sind sie in der Steinzeit. 

#### Sonstige Bauwerke
- Hofanlage Midlumer Südermarren 29 von 1849
- Wohn- und Wirtschaftsgebäude Midlumer Nordermarren 5 von 1790

### Vereine
- Verein zur Erhaltung der Midlumer Mühle
- Heimatverein Midlum und Umgebung
- Förderverein der Kindertagesstätte „Das Baumhaus“ in Midlum
- Jagdgenossenschaft Midlum
- Schulverein Midlum
- Schützenverein Midlum von 1926
- Sozialverband Midlum
- Tennis-Club Midlum
- TSV Midlum
- Förderverein der Freiwilligen Feuerwehr Midlum
- DRK Ortsverein Midlum
- Verkehrsverein Midlum

## Wirtschaft, Verkehr, Infrastruktur
Midlum hat mehrere Fremdenverkehrseinrichtungen wie Quellenfreibad, zwei Campingplätze sowie Wanderwege durch Forst und Heidelandschaft.
Ein regelmäßig verkehrendes Anruf-Linientaxi-System ergänzt die Buslinien.

## Sagen und Legenden
- Die Kranichsburg (auch: Die Holleburg) und ihre Zwerge[15][16]
- Seegrund und Schiffshöhe[17]